# Толлензезе
Толлензезе (нем. Tollensesee) — озеро ледникового происхождения в земле Мекленбург-Передняя Померания, Германия. Относится к Мекленбургскому поозерью.
Площадь водосборного бассейна — 515 км². Площадь поверхности озера — 17,9 км². Объём воды — 315,89 млн м3. Средняя глубина равна 17,6 м, наибольшая достигает 31,2 м. Размеры озера — 10,3 на 2,4 км.
Основные притоки — Гётебах, Линдебах, Нонненбах, Криковер-Бах, Вустровербах и Липсканал. Сток воды происходит через Обербах и Эльмюленбах.
Озеро находится к югу от города Нойбранденбург, вытянуто в юго-западном направлении. Южная часть озера окружена моренными валами. 56,4 % площади водосбора занято пахотными землями, 22,8 % — лесами, 5,6 % — пастбищами. У северо-западного и юго-восточного берегов — буковые леса.
В озере обитают 20 видов коловраток и 17 видов мелких ракообразных. Прибрежные заросли состоят преимущественно из тростника обыкновенного, камыша озёрного, рогозов узколистного и широколистного, рдестов гребенчатого и Potamogeton perfoliatus, шелковника жестколистного и урути колосистой.
Ихтиофауна представлена европейской ряпушкой, угрем, плотвой, лещом, линем, красноперкой, густерой, уклейкой, пескарём, верховкой, окунем, ершом, щукой, корюшкой. Основное промысловое значение имеют окунь, щука и ряпушка.